# Arrondissement di Alençon
L'arrondissement di Alençon è una suddivisione amministrativa francese, situata nel dipartimento dell'Orne e nella regione della Normandia.

## Composizione
L'arrondissement di Alençon raggruppa 133 comuni in 11 cantoni:
- cantone di Alençon-1
- cantone di Alençon-2
- cantone di Alençon-3
- cantone di Carrouges
- cantone di Courtomer
- cantone di Domfront
- cantone di La Ferté-Macé
- cantone di Juvigny-sous-Andaine
- cantone di Le Mêle-sur-Sarthe
- cantone di Passais
- cantone di Sées